# 吕索维尔
吕索维尔（法語：Ruisseauville，法語發音：[ʁɥisovil]）是法国上法蘭西大區加来海峡省的一个市镇。它属于蒙特勒伊区。

## 地理
吕索维尔（50°28'49"N, 2°7'26"E）面积3.89 平方千米，位于法国上法蘭西大區加来海峡省，该省份为法国北部沿海省份，西北濒北海，南至索姆省，东临北部省。
与吕索维尔接壤的市镇（或旧市镇、城区）包括：新库佩勒、阿赞库尔、阿翁当斯、康莱尔、克雷基、弗吕日、普朗克。

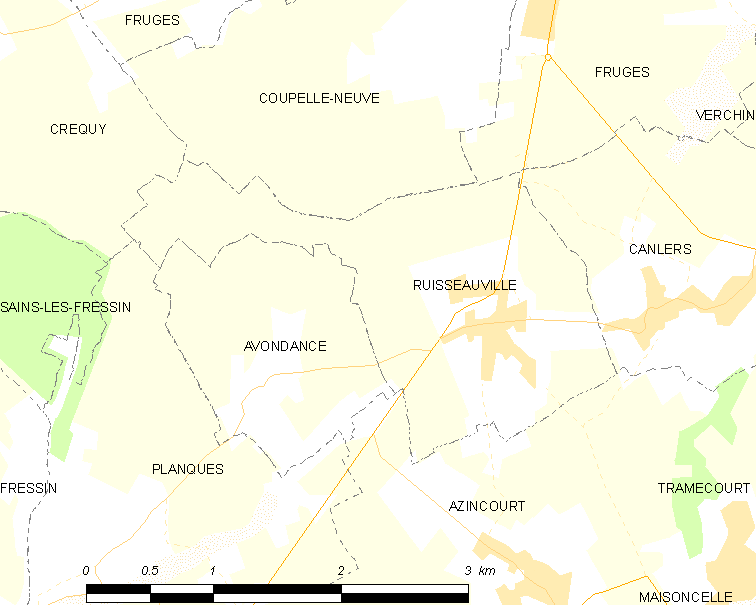
吕索维尔的OSM定位图

吕索维尔的时区为UTC+01:00、UTC+02:00（夏令时）。

## 行政
吕索维尔的邮政编码为62310，INSEE市镇编码为62726。

## 政治
吕索维尔所属的省级选区为弗吕日县。

## 人口

1962-2008年间吕索维尔人口变化图示

吕索维尔于2022年1月1日时的人口数量为208人。